# Mesochorus fastigatus
Mesochorus fastigatus är en stekelart som beskrevs av Dasch 1974. Mesochorus fastigatus ingår i släktet Mesochorus och familjen brokparasitsteklar. Inga underarter finns listade i Catalogue of Life.